# Skela (gmina miejska Obrenovac)
Skela (cyr. Скела) – wieś w Serbii, w mieście Belgrad, w gminie miejskiej Obrenovac. W 2011 roku liczyła 1858 mieszkańców.